# Ruschia grisea
Ruschia grisea är en isörtsväxtart som först beskrevs av L. Bol., och fick sitt nu gällande namn av Schwant. Ruschia grisea ingår i släktet Ruschia och familjen isörtsväxter. Inga underarter finns listade i Catalogue of Life.